# Elezioni parlamentari in Croazia del 1992
Le elezioni parlamentari in Croazia del 1992 si tennero il 2 agosto per il rinnovo del Sabor, dopo l'entrata in vigore della nuova Costituzione, approvata il 22 dicembre 1990.
In seguito all'esito elettorale, Hrvoje Šarinić, espressione dell'Unione Democratica Croata, divenne Presidente del Governo.

## Legge elettorale
In base alla legge elettorale promulgata nell'aprile 1992:
- 60 seggi sono assegnati proporzionalmente, secondo il metodo D'Hondt, tra le liste che abbiano ottenuto, su base nazionale, almeno il 3% dei voti (art. 24);
- 60 seggi sono assegnati in collegi uninominali a turno unico; allo scopo di garantire la rappresentanza delle minoranze (ungherese; italiana; ceca e slovacca, rutena e ucraina; tedesca e austriaca), sono altresì contemplate 4 circoscrizioni speciali (art. 23);
- alle minoranze che costituiscono almeno l'8% della popolazione, è garantito un numero di seggi proporzionale alla quota che esse rappresentano in relazione alla popolazione complessiva; il rapporto di proporzione assume come termine di riferimento 120 seggi; se tale quota non viene raggiunta, il numero dei seggi della Camera aumenta della misura corrispondente (art. 10, co. 1); i deputati da eleggere sono scelti tra i candidati, rappresentanti di una data minoranza, presentatisi nelle liste concorrenti su base nazionale (art. 26, co. 1). Ulteriori 13 seggi furono così assegnati alla minoranza serba (che contava 531.502 persone su 4.601.469, pari all'11,5%);
- alle minoranze che costituiscono meno dell'8% della popolazione sono assegnati 5 seggi: 4 sono assegnati nelle anzidette circoscrizioni speciali (art. 10 co. 2); uno è attribuito tra i candidati presentatisi nelle liste concorrenti su base nazionale (art. 26, co. 1).

## Risultati
| Liste                                               | Liste nazionali | Liste nazionali | Liste nazionali | Seggi   | Seggi     | Seggi  |
| Liste                                               | Voti            | %               | Seggi           | Collegi | Minoranze | Totale |
| --------------------------------------------------- | --------------- | --------------- | --------------- | ------- | --------- | ------ |
| Unione Democratica Croata (HDZ)                     | 1.176.437       | 44,71           | 31              | 54      | -         | 85     |
| Partito Social-Liberale Croato (HSLS)               | 466.356         | 17,72           | 12              | 1       | 1         | 14     |
| Partito Croato dei Diritti (HSP)                    | 186.000         | 7,07            | 5               | -       | -         | 5      |
| Partito Popolare Croato (HNS)                       | 176.214         | 6,70            | 4               | -       | 2         | 6      |
| Partito Socialdemocratico di Croazia (SDP)          | 145.419         | 5,53            | 3               | -       | 8         | 11     |
| Partito Contadino Croato (HSS)                      | 111.869         | 4,25            | 3               | -       | -         | 3      |
| Azione Dalmata (DA) (IDS - RDS)                     | 83.623          | 3,18            | 2               | 4       | -         | 6      |
| Partito Democratico Croato (HDS)                    | 72.303          | 2,75            | -               | -       | -         | -      |
| Partito Democratico Cristiano Croato (HKDS)         | 70.715          | 2,69            | -               | -       | -         | -      |
| Unione Social-Democratica di Croazia (SDU)          | 32.475          | 1,23            | -               | -       | -         | -      |
| Partito Socialista di Croazia (SSH)                 | 31.575          | 1,20            | -               | -       | -         | -      |
| Partito Popolare Serbo (SNS)                        | 28.620          | 1,09            | -               | -       | 3         | 3      |
| Partito Socialdemocratico di Croazia (SDSH)         | 15.798          | 0,60            | -               | -       | -         | -      |
| Partito Popolare Cristiano (KNS)                    | 11.930          | 0,45            | -               | -       | -         | -      |
| Partito Repubblicano Croato (HRS)                   | 7.683           | 0,29            | -               | -       | -         | -      |
| Partito Croato della Legge Naturale (HSNZ)          | 7.611           | 0,29            | -               | -       | -         | -      |
| Movimento di Ricostruzione dello Stato Croato (HDP) | 6.907           | 0,26            | -               | -       | -         | -      |
| Indipendenti                                        | N.D.            | N.D.            | N.D.            | 1       | 4         | 5      |
| Totale                                              | 2.631.535       |                 | 60              | 60      | 18        | 138    |
| Schede bianche/nulle                                | 59.338          |                 |                 |         |           |        |
| Votanti                                             | 2.690.873       |                 |                 |         |           |        |

- I seggi attribuiti nei collegi sono così ripartiti: 54 HDZ, 1 HSLS (coll. 16), 4 AD (di cui 3 IDS, coll. 32, 33 e 34; 1 RDS, coll. 29), 1 indipendente (coll. 4).
- Con riguardo ai 18 seggi complessivamente spettanti alle minoranze:

• i 4 seggi assegnati nelle circoscrizioni speciali sono stati attribuiti a candidati indipendenti;
• 1 seggio spettante alle altre minoranze è stato attribuito all'HSLS, con l'elezione di un rappresentante della minoranza ebraica;
• i 13 seggi spettanti alla minoranza serba sono stati così ripartiti: 8 SDP, 3 SNS; 2 HNS.
- i 6 seggi attribuiti alla coalizione Azione Dalmata (DA) - Dieta Democratica Istriana (IDS) - Alleanza Democratica Fiumana (RDS) sono così ripartiti: 1 DA, 4 IDS, 1 RDS.